# Ty Wood
Tyson "Ty" Wood, né le 17 septembre 1995, est un acteur canadien. Il a eu plusieurs rôles, notamment celui de Tim Cherry dans le drame télévisé biographique Keep Your Head Up Kid: The Don Cherry Story et dans le rôle de Billy Campbell dans le film d'horreur Le Dernier Rite.

## Biographie
Wood est originaire de Winnipeg, au Manitoba et réside actuellement entre Vancouver et Los Angeles.
En 2009, Ty Wood a joué dans le film Le Dernier Rite dans le rôle Billy Campbell et remporte le prix gagnant des Young Artist Awards pour la meilleure performance dans un long métrage.

## Filmographie

### Cinéma
- 2002 : Hell on Heels: The Battle of Mary Kay : Richard Rogers (jeune)
- 2005 : The Big White : Paperboy
- 2007 : L'Instinct du chasseur : Roy Satterly
- 2008 : The Lazarus Project : Ben Garvey (jeune)
- 2009 : New in Town : Joueur de Hockey (Non crédité)
- 2009 : Le Dernier Rite : Billy Campbell
- 2015 : Liar, Liar, Vampire : Bon
- 2019 : Spiral : Tyler

### Télévision
- 2003 : On Thin Ice : Nate Kilmer
- 2005 : Vinegar Hill : Bert Grier
- 2005 : Le Messager des ténèbres : Jared Beaumont
- 2009 : Throwing Stones : Dylan Campbell
- 2010 : Keep Your Head Up Kid: The Don Cherry Story
- 2012 : Un cœur pour Noël : Matt Norman
- 2014-2015 : Le cœur a ses raisons : Wyatt Weaver
- 2015 : Retour à Cedar Cove : Un adolescent
- 2016 : Unleashing Mr. Darcy : Joe Markham
- 2016 : Supernatural : Doug
- 2016 : Frankenstein Code : Liam
- 2016 : Project Mc2 : Justin Clarke
- 2017 : From Straight A's to XXX : Gavin
- 2017 : Garage Sale Mystery: The Beach Murder : Treat Tucker
- 2017 : Christmas Princess : Trent
- 2018 : IZombie : Thor
- 2018 : ReBoot : le code du gardien : Austin
- 2018 : Les Nouvelles Aventures de Sabrina : Billy Marlin
- 2019 : The Order : Gregory
- 2019 : BH90210 : Zach
- 2020 : Riverdale : Billy Marlin